# Marc Hirschi
Marc Hirschi (Berna, 24 agosto 1998) è un ciclista su strada e pistard svizzero che corre per la Tudor Pro Cycling Team. Campione del mondo ed europeo Under-23 in linea nel 2018. Professionista dal 2019, in carriera ha vinto una tappa al Tour de France 2020, la Freccia Vallone 2020, la Classica di San Sebastián 2024, e il Bretagne Classic Ouest-France 2024

## Carriera

### 2014-2018: l'attività tra Juniores e Under-23
In due stagioni tra gli Juniores, dal 2015 al 2016, Hirschi vince importanti gare su strada di categoria come il Grand Prix Général Patton e il Grand Prix Rüebliland nel 2015, e il Tour du Pays de Vaud e il Trofeo Emilio Paganessi nel 2016; sempre nel 2016 è medaglia d'argento europea di categoria nella specialità della cronometro, e medaglia d'oro mondiale di categoria nell'americana su pista.
Nel 2017 esordisce tra gli Under-23/Elite con la BMC Development Team, squadra giovanile della BMC: in stagione è campione nazionale Under-23 a cronometro e vincitore al Tour du Jura, gara del calendario UCI Europe Tour, oltre che bronzo in linea Under-23 ai campionati europei di Herning. Nel 2018 passa alla Development Team Sunweb, formazione giovanile del Team Sunweb; durante l'anno, oltre ad alcune frazioni di brevi corse a tappe, vince prima il titolo europeo Under-23 in linea a Zlín, e poi il titolo mondiale in linea di categoria a Innsbruck.

### 2019-2020: l'esordio e i successi da professionista
Nel 2019 diventa professionista nel Team Sunweb. Sin dalle prime corse si dimostra competitivo, in quanto ottiene due piazzamenti Top 5 di tappa all'Itzulia Basque Country e il secondo posto nella cronometro dei campionati nazionali. Alla Classica di San Sebastián coglie quindi il terzo posto, alle spalle di Remco Evenepoel e Greg Van Avermaet. Successivamente è protagonista al BinckBank Tour (secondo nella quarta tappa) e al Deutschland Tour (miglior giovane).
Nel 2020 è protagonista al Tour de France, dove più volte va all'attacco ottenendo piazzamenti importanti. Durante la seconda tappa a Nizza chiude secondo alle spalle di Julian Alaphilippe, mentre nella nona tappa, con arrivo a Laruns, è terzo, alle spalle degli sloveni Tadej Pogačar e Primož Roglič, dopo un attacco solitario durato quasi tutta la tappa. Alcuni giorni dopo coglie la prima vittoria World Tour in carriera, imponendosi in solitaria sul traguardo di Sarran Corrèze. Nella 18ª tappa è ancora all'attacco, ma a causa di una caduta in discesa deve rinunciare alle velleità di vittoria. A fine Grande Boucle viene nominato "supercombattivo" della corsa. Dopo il Tour partecipa alla prova in linea dei campionati del mondo a Imola, dove ottiene il terzo posto (medaglia di bronzo) alle spalle di Alaphilippe e Wout Van Aert; tre giorni dopo conquista la Freccia Vallone con un attacco negli ultimi 200 metri del Muro di Huy.

## Palmarès

### Strada
- 2015 (Juniores)

Campionati svizzeri, Prova in linea Juniores
Classifica generale Grand Prix Général Patton
1ª tappa Grand Prix Rüebliland (Roggliswil > Roggliswil)
Classifica generale Grand Prix Rüebliland
- 2016 (Juniores)

Classifica generale Tour du Pays de Vaud
Campionati svizzeri, Prova in linea Juniores
Trofeo Emilio Paganessi
3ª tappa Grand Prix Rüebliland (Muhen > Muhen, cronometro)
- 2017 (BMC Development Team, due vittorie)

Campionati svizzeri, Prova a cronometro Under-23
Tour du Jura
- 2018 (Development Team Sunweb, cinque vittorie)

2ª tappa Istrian Spring Trophy (Orsera > Portole)
2ª tappa Grand Prix Priessnitz spa (Krnov > Dlouhé Stráně)
Campionati europei, Prova in linea Under-23
3ª tappa Tour Alsace (Ribeauvillé > Station du Lac Blanc)
Campionati del mondo, Prova in linea Under-23
- 2020 (Team Sunweb, due vittorie)

12ª tappa Tour de France (Chauvigny > Sarran Corrèze)
Freccia Vallone
- 2021 (UAE Team Emirates, una vittoria)

2ª tappa Tour de Luxembourg (Steinfort > Eschdorf)
- 2022 (UAE Team Emirates, quattro vittorie)

Per sempre Alfredo
Grosser Preis des Kantons Aargau
Giro di Toscana
Veneto Classic
- 2023 (UAE Team Emirates, sette vittorie)

3ª tappa Tour de Hongrie (Kaposvár > Pécs)
Classifica generale Tour de Hongrie
Giro dell'Appennino
Prueba Villafranca de Ordizia
Campionati svizzeri, Prova in linea
Coppa Sabatini
Classifica generale Giro del Lussemburgo
- 2024 (UAE Team Emirates, nove vittorie)

Drôme Classic
2ª tappa Giro della Repubblica Ceca (Zlín > Pustevny)
Classifica generale Giro della Repubblica Ceca
Classica di San Sebastián
Bretagne Classic Ouest-France
Gran Premio Industria e Artigianato
Coppa Sabatini
Memorial Marco Pantani
Coppa Agostoni
- 2025 (Tudor Pro Cycling Team, una vittoria)

Clàssica Comunitat Valenciana 1969 - Gran Premio Valencia

#### Altri successi
- 2015 (Juniores)

Classifica giovani Grand Prix Rüebliland
- 2016 (Juniores)

Classifica a punti Grand Prix Général Patton
- 2017 (BMC Development Team)

Classifica scalatori Triptyque des Monts et Châteaux
- 2018 (Development Team Sunweb)

Classifica giovani Tour de l'Ain
- 2019 (Team Sunweb)

Classifica giovani Deutschland Tour
- 2020 (Team Sunweb)

Premio della Combattività Tour de France
- 2023 (UAE Team Emirates)

Classifica giovani Giro del Lussemburgo
- 2024 (UAE Team Emirates)

Classifica a punti Giro della Repubblica Ceca

### Pista
- 2016

Campionati del mondo, Americana Juniores (con Reto Müller)
Campionati svizzeri, Americana (con Reto Müller)

## Piazzamenti

### Grandi Giri
- Tour de France

2020: 54º
2021: 98º
2022: 126º
2025: 78º

### Classiche monumento
- Milano-Sanremo

2019: 48º
2024: 112º
- Giro delle Fiandre

2024: ritirato
- Liegi-Bastogne-Liegi

2019: 51º
2020: 2º
2021: 6º
2022: 9º
2023: 10º
2024: 17º
2025: 45º
- Giro di Lombardia

2019: ritirato
2021: 36º
2022: 80º
2023: 19º
2024: 44º

### Competizioni mondiali
- Campionati del mondo su strada

Richmond 2015 - In linea Junior: 9º
Doha 2016 - In linea Junior: 19º
Doha 2016 - Cronometro Junior: 8º
Bergen 2017 - In linea Under-23: 14º
Bergen 2017 - Cronometro Under-23: 18º
Innsbruck 2018 - Cronometro Under-23: 39º
Innsbruck 2018 - In linea Under-23: vincitore
Yorkshire 2019 - Cronometro Under-23: 13º
Yorkshire 2019 - In linea Elite: 27º
Imola 2020 - In linea Elite: 3º
Fiandre 2021 - In linea Elite: ritirato
Glasgow 2023 - In linea Elite: ritirato
Zurigo 2024 - In linea Elite: 6º
- Campionati del mondo su pista

Aigle 2016 - Americana Juniores: vincitore
- Giochi olimpici

Tokyo 2020 - In linea: 25º
Parigi 2024 - In linea: 16º

### Competizioni europee
- Campionati europei su strada

Tartu 2015 - In linea Junior: 5º
Tartu 2015 - Cronometro Junior: 7º
Plumelec 2016 - In linea Junior: 12º
Plumelec 2016 - Cronometro Junior: 2º
Herning 2017 - In linea Under-23: 3º
Herning 2017 - Cronometro Under-23: 8º
Zlín 2018 - In linea Under-23: vincitore
Zlín 2018 - Cronometro Under-23: 5º
Trento 2021 - In linea Elite: 6º